# Кумшагал
Кумшагал (каз. Құмшағал) — упразднённое село в Жамбылском районе Жамбылской области Казахстана. Являлось административным центром Кумшагалского сельского округа.
В 2011 году включено в состав города Тараз и исключено из учётных данных.

## География
Находился примерно в 4 км к юго-западу от города Тараз, административного центра области. Климат холодно-умеренный, с хорошей влажностью. Среднегодовая температура воздуха положительная и составляет около +10,0°C. Среднемесячная температура воздуха в июле достигает +24,1°C. Среднемесячная температура января составляет около −3,9°C. Среднегодовое количество осадков составляет около 670 мм. Основная часть осадков выпадает в период с марта по май.
Абсолютная высота — 684 метров над уровнем моря.

## История
Основан в 1929 году как отделение совхоза «Пригородное» по обеспечению города Тараз молоком и овощами.
По состоянию на 1989 год, являлся административным центром одноимённого сельсовета в составе Джамбулского района.

## Население
| Численность населения | Численность населения | Численность населения |
| 1989                  | 1999                  | 2009                  |
| --------------------- | --------------------- | --------------------- |
| 1736                  | ↗1907                 | ↗6475                 |

В 1989 году население села составляло 1736 человек (из них казахи — 67 %).
В 1999 году численность населения села составляла 1907 человек (917 мужчин и 990 женщин). По данным переписи 2009 года, в селе проживал 6475 человек (3205 мужчин и 3270 женщин).